# Larry Rosen
Larry Rosen (25. května 1940 – 9. října 2015) byl americký hudební producent a zvukový inženýr. Narodil se v newyorském Bronxu. Svou hudební kariéru zahájil jako bubeník. Později spolu s Davem Grusinem založil hudební vydavatelství GRP Records (Grusin/Rosen Productions). Během své kariéry spolupracoval s mnoha hudebníky, mezi které patří například Gerry Mulligan, Patti Austin a Willie Nelson. Zemřel na rakovinu mozku ve věku 75 let.